# 1996 PN5
1996 PN5 är en asteroid i huvudbältet som upptäcktes den 10 augusti 1996 av NEAT vid Haleakalā-observatoriet.
Asteroiden har en diameter på ungefär 5 kilometer.